# Катера проекта 205П
Пограничные сторожевые корабли проекта 205П «Тарантул» (по классификации НАТО — Stenka-class patrol boats) — серия советских пограничных сторожевых кораблей (ПСКР) 3-го ранга и артиллерийских катеров (АКА). Проект разработан ЦКБ «Алмаз» в середине 1960-х годов на основе ракетных катеров проекта 205.

## История
В 1967—1989 годах в Ленинграде и Владивостоке было построено 137 единиц, в том числе 7 артиллерийских катеров по экспортному проекту 02059 (3 для Кубы и 4 для Кампучии). 3 единицы проекта 205П (АК-232, 234, 374) числились как артиллерийские катера в Каспийской флотилии (из них 2 единицы — АК-234, 374 — были переданы Азербайджану при разделе Каспийской флотилии в 1992 году), 1 единица проекта 205П (АК-312) — как артиллерийский катер в Черноморском флоте.
В составе ВМФ России после 2001 года не осталось ни одного артиллерийского катера проекта 205П. По данным The Military Balance, в составе Береговой охраны ПС ФСБ России на 2017 год находилось 13 пограничных сторожевых кораблей данного типа.

## Боевое применение
Известен бой 27 мая 1990 года в Красном море между советским катером АК-312 проекта 205П и четырьмя торпедными катерами типа «Ягуар» Народного фронта освобождения Эритреи, произошедший в проливе Массауа. При этом ни у эритрейских сепаратистов, ни у Эфиопии, никогда не было торпедных катеров типа «Ягуар», что ставит эту деталь описания боя под сомнение.
В ходе российского нападения на Украину, российский катер проекта 205П потоплен в Графской бухте между 28 и 31 декабря 2023 года после удара беспилотным катером ВМС Украины.

## В искусстве
Пограничные сторожевые корабли проекта 205П и их экипажи принимали участие в съёмках советских художественных фильмов «Право на выстрел» (1981), «Перехват» (1986) и «Государственная граница. Солёный ветер» (1988).

## Операторы
- Украина — 4 единицы в составе Морской охраны ГПС Украины[источник не указан 34 дня];
- Камбоджа — 4 единицы в составе КВМФ Камбоджи[источник не указан 34 дня];
- Азербайджан — 4 единицы в составе Береговой охраны ГПС Азербайджана (до 2016 года), затем в составе ВМC Азербайджана[1][неавторитетный источник];
- Куба — 3 единицы в составе ВМС Кубы[источник не указан 34 дня];
- Россия: ВМФ России (до 2001 года)[2] и Береговая охрана ПС ФСБ России (13 единиц на 2017 год)[a][4];
- Грузия: ВМС Грузии (до 2009 года), затем Береговая охрана Пограничной полиции МВД Грузии (до 2023 года)[7][1][неавторитетный источник];
- Туркменистан: ВМС Туркменистана[1][неавторитетный источник];
- Республика Абхазия: ВМС Республики Абхазия (до 1994 года)[1][неавторитетный источник];
- СССР: ВМФ СССР и МЧПВ КГБ СССР (до 1991 года)[1].

## Галерея

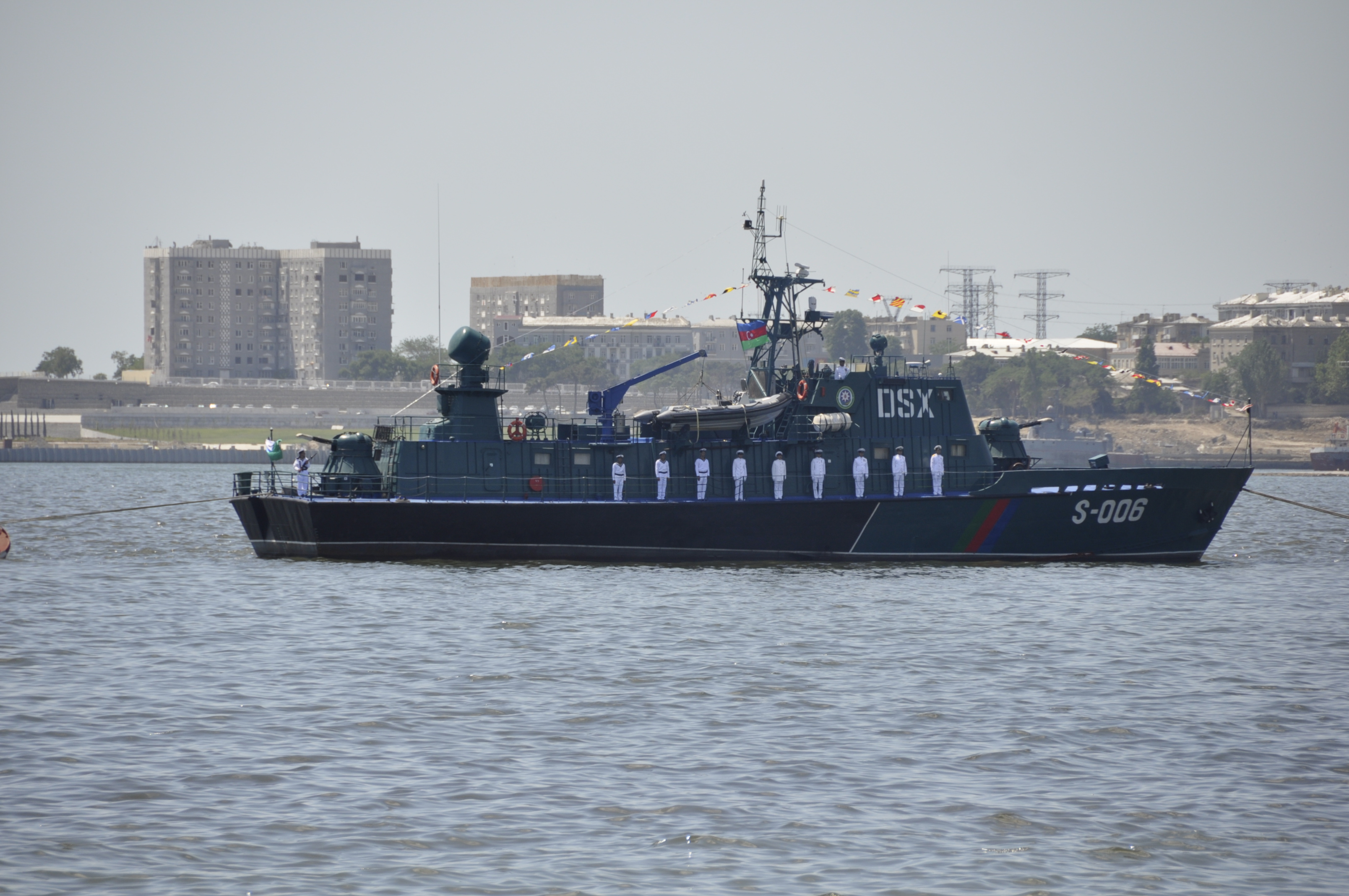
Пограничный сторожевой корабль PSKR-626 (бортовой номер S-006; бывший советский АК-234) проекта 205П Береговой охраны ГПС Азербайджана на параде в Баку в честь Дня Вооружённых сил Азербайджана 26 июня 2011 года.
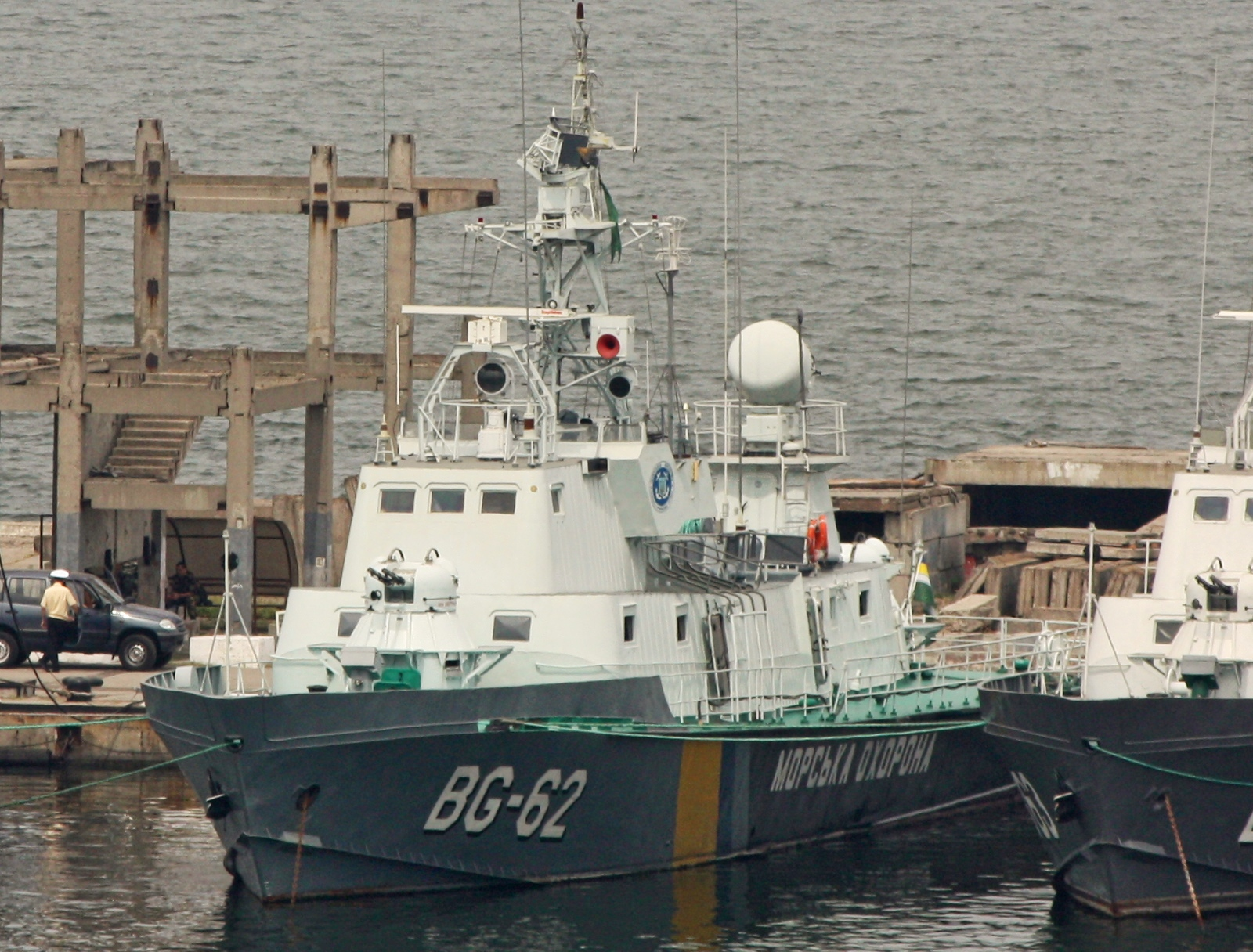
Стоянка кораблей морской охраны (КРМО) проекта 205П ГПС Украины в Одесском порту: КРМО «Подилля» (укр. Поділля, бортовой номер BG-62; бывший советский ПСКР-709), справа виден нос КРМО «Павло Державин» (укр. Павло Державін, бортовой номер BG-63; бывший советский ПСКР-720); 2010 год.

### Комментарии
1. 1 2  В более поздних изданиях The Military Balance информация о наличии действующих кораблей (катеров) проекта 205П в составе вооружённых сил России отсутствует[3].